# Préfecture de Mohammédia
 (janvier 2021).
La mise en forme du texte ne suit pas les recommandations de Wikipédia : il faut le « wikifier ».
Les points d'amélioration suivants sont les cas les plus fréquents. Le détail des points à revoir est peut-être précisé sur la page de discussion.
- Les titres sont pré-formatés par le logiciel. Ils ne sont ni en capitales, ni en gras.
- Le texte ne doit pas être écrit en capitales (les noms de famille non plus), ni en gras, ni en italique, ni en « petit »…
- Le gras n'est utilisé que pour surligner le titre de l'article dans l'introduction, une seule fois.
- L'italique est rarement utilisé : mots en langue étrangère, titres d'œuvres, noms de bateaux, etc.
- Les citations ne sont pas en italique mais en corps de texte normal. Elles sont entourées par des guillemets français : « et ».
- Les listes à puces sont à éviter, des paragraphes rédigés étant largement préférés. Les tableaux sont à réserver à la présentation de données structurées (résultats, etc.).
- Les appels de note de bas de page (petits chiffres en exposant, introduits par l'outil «  Source ») sont à placer entre la fin de phrase et le point final[comme ça].
- Les liens internes (vers d'autres articles de Wikipédia) sont à choisir avec parcimonie. Créez des liens vers des articles approfondissant le sujet. Les termes génériques sans rapport avec le sujet sont à éviter, ainsi que les répétitions de liens vers un même terme.
- Les liens externes sont à placer uniquement dans une section « Liens externes », à la fin de l'article. Ces liens sont à choisir avec parcimonie suivant les règles définies. Si un lien sert de source à l'article, son insertion dans le texte est à faire par les notes de bas de page.
- La présentation des références doit suivre les conventions bibliographiques. Il est recommandé d'utiliser les modèles {{Ouvrage}}, {{Chapitre}}, {{Article}}, {{Lien web}} et/ou {{Bibliographie}}. Le mode d'édition visuel peut mettre en forme automatiquement les références.
- Insérer une infobox (cadre d'informations à droite) n'est pas obligatoire pour parachever la mise en page.

Pour une aide détaillée, merci de consulter Aide:Wikification.
Si vous pensez que ces points ont été résolus, vous pouvez retirer ce bandeau et améliorer la mise en forme d'un autre article.
 (janvier 2021).
La préfecture de Mohammédia (en arabe : عمالة المحمدية) est l'une des quatre subdivisions de la région marocaine du Casablanca-Settat.

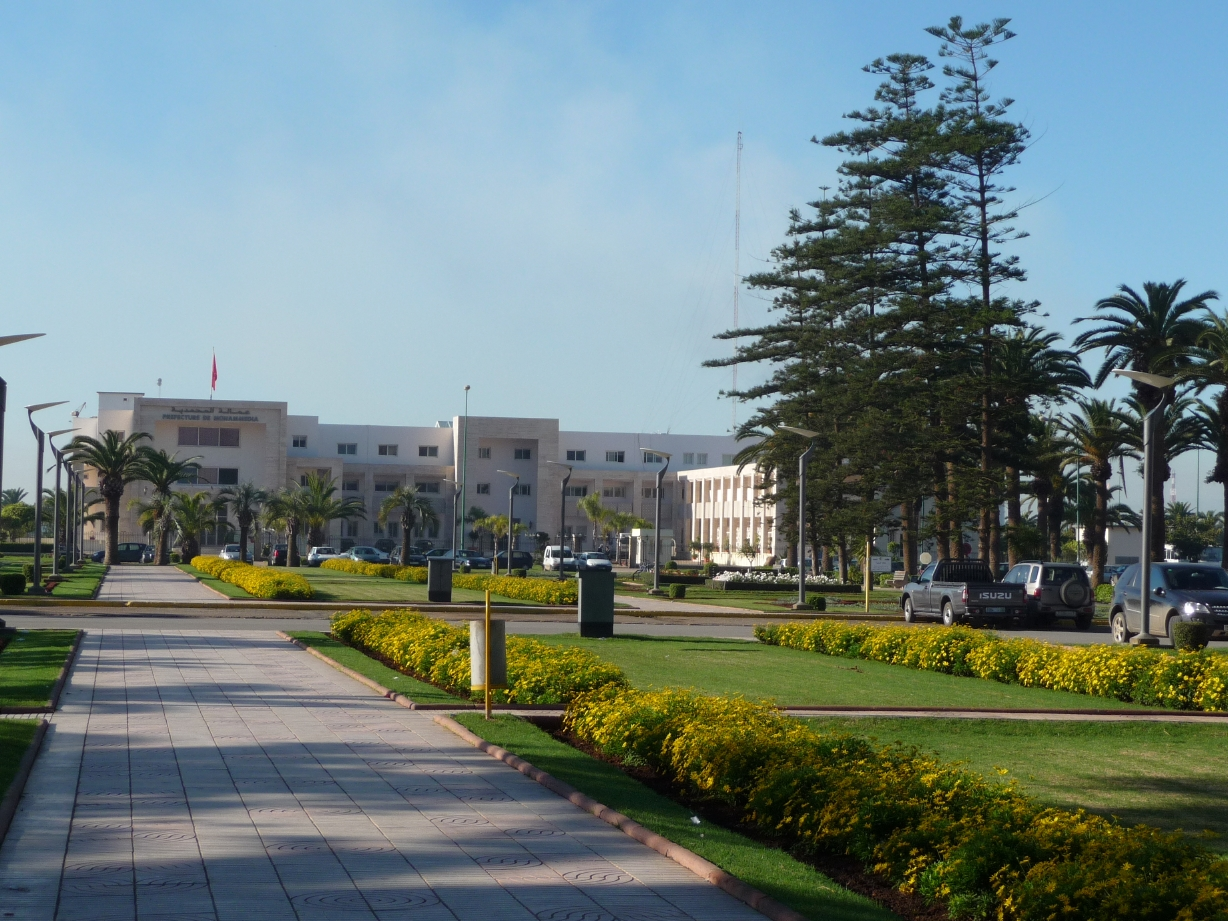
La préfecture de Mohammédia

## Histoire
Située sur la côte atlantique à une vingtaine de kilomètres de Casablanca dans les tribus berbères des Zénatas, Mohammédia était connue depuis longtemps sous son ancienne appellation de Fédala. Ce n'est que le 25 juin 1960 qu'elle fut finalement baptisée Mohammédia par Mohammed V du Maroc à l'occasion de la pose de la première pierre de la raffinerie de pétrole, la Samir.
Culturellement, la préfecture  a connu la création de la première association culturelle de la ville appelée Annahda attakafia en août 1975 présidée par Mohammed Kharouity et qui avait comme vice-président un avocat nommé Ahmed Saihi et comme secrétaire général Mohammed Khouyi Baba. Sa création a ouvert une fenêtre de liberté[Interprétation personnelle ?] sur des activités peu connues à l'époque et surtout durant les années connues de plomb[Quoi ?]. Cette association, avec la collaboration de la municipalité, son président de l'époque Arabi Zèrouali et son vice-président Abdelwahab Fassi Al Fihri, a créé des activités culturelles et socio-culturelles pour les élèves du lycée Ibn Yassine, les enfants des autres écoles primaires et secondaires et la population de la ville, des rencontres sportives, des colonies de vacances et d'autres activités que la ville ne connaissait pas auparavant.    
En 1997, Mohammédia connaît la création d'une nouvelle association nommée Al Ikhlasse Attarbaouiya présidée à son tour par Mohammed Rharouity et ayant comme secrétaire général Ibn Rokaya surnommé Chawki, natif de Fédala, ville très active dans le domaine associatif. Cette association a créé le Festival national du théâtre de l'enfant qui réussit à attirer des milliers de spectateurs venus de toutes les régions du Maroc, festival qui dure une semaine et organisé dans les deux maisons des jeunes de la ville, Al Arabi (Kasbah) etIbn Khaldoun (El Alia). Cette association réussit à inscrire dans ses activités environ 1 500 adhérents. Un de ses festivals est organisé en collaboration de l'association Abi Rakrak de Salé.

## Organisation territoriale
Le 25 mars 2003, un nouveau découpage administratif divise la préfecture en 6 communes urbaines et rurales 
- Commune urbaine de Mohammédia ;
- Commune urbaine d'Aïn Harrouda ;
- Commune rurale d'Echallalat ;
- Commune rurale de Ben Yakhlef ;
- Commune rurale de Sidi Moussa El Majdoub ;
- Commune rurale de Sidi Moussa Ben Ali ;

À ce jour, Mohammédia se compose de deux pachaliks, sept arrondissements urbains et trois caïdats au niveau de la préfecture.

## Gouverneurs de la préfecture
| Gouverneurs       | Début            | Fin             |
| ----------------- | ---------------- | --------------- |
| Ali Salem Chegaf  | janvier 2014     | ...             |
| Fouzia Imanssar   | 11 mai 2012      | Janvier 2014    |
| Aziz Dadas        | 22 janvier 2009  | 11 mai 2012     |
| Abdesslam Zouggar | 22 juin 2005     | 22 janvier 2009 |
| Mohamed Derdouri  | ?                | 22 juin 2005    |
| Driss El Khazzani | 31 décembre 1999 | -----           |
| Hassan Rahmouni   | 1er octobre 1992 | 1993            |
| Ahmed El Midaoui  | 16 janvier 1987  | 20 août 1992    |

## Démographie
| 257 001                                                 | 322 286 | 341 658 |
| 1994, 2004 : recensement officiel ; 2007 : calculation. |         |         |

## Climat
La proximité à l'océan Atlantique a donné à cette région un climat tempéré et humide muni d'un hiver doux et d'un été assez rafraîchi par les brises de l'océan.
La température maximale atteint les 23 °C ; la température minimale arrive aux 10 °C. Le niveau des précipitations annuelles est de 400 mm.

## Énergie

### Électricité
L'alimentation en électricité est assuré par des postes sources de l'ONE 60/22 kV et de la LYDEC 225/20 kV, tous deux issus de la Centrale de Mohammédia.
La distribution d'énergie électrique est assurée par 14 départs : 
- 9 départs de 22 kV issus du poste ONE Mohammédia
- 4 départs de 20 kV pour l'alimentation des postes de la SAMIR, et la zone industrielle Sud-Ouest de Mohammedia
- 1 départ de 22 kV issu du poste Tit Mellil

### Eau
L'approvisionnement en eau est assuré par l'Office National d'Eau Potable grâce notamment au barrage de Sidi Mohamed Ben Abdallah sur l'Oued Bouregreg et de la conduite Fouarate. La LYDEC assure aussi la distribution par l'intermédiaire de réservoirs, de piquage direct sur la conduite Bouregreg et sur la conduite Fouarate.

## Télécommunications
Les infrastructures de télécommunications s'articulent surtout autour de 2 centres de commutation numérique, d'un centre de transmission reliant Mohammédia à Casablanca et à Rabat par des câbles de fibre optique.
Cette infrastructure est également complétée par d'autres centres et des réseaux techniques évolués (réseau Maghripac, GSM, internet ...)

## Transports et communications

### Réseau ferroviaire
Mohammédia dispose d'une gare et d'un réseau ferroviaire. La préfecture est quotidiennement desservie par une vingtaine de trains navettes rapides reliant Casablanca, Rabat et Kénitra, en plus des trains de ligne.

### Réseau routier et autoroutier
Mohammédia est reliée aux préfectures et villes limitrophes par un réseau routier et autoroutier dense. Ce réseau se compose ainsi de l'autoroute qui relie Casablanca à Rabat, de l'autoroute de contournement de Casablanca vers Settat et d'autres routes principales et secondaires.
Également, l'aéroport Mohammed V est accessible à partir de l'autoroute en moins de 30 minutes.

### Le port
Construit en 1913, essentiellement pour la pêche, le port de Mohammédia n'a connu son véritable essor et sa vocation de port pétrolier qu'à la construction, au début des années 1960, de la raffinerie de la SAMIR.
Conçu pour répondre aux exigences du présent et de l'avenir, le port de Mohammédia est constitué d'un ensemble d'infrastructures permettant d'assurer, dans de bonnes conditions, la réception des grands pétroliers. Avec un trafic annuel d'hydrocarbures dépassant les 10 millions de tonnes, soit plus de 95 % des besoins du pays en produits pétroliers, le port de Mohammédia est devenu le premier port pétrolier du Maroc.